# Reston (Scottish Borders)
Reston ist eine Ortschaft in der schottischen Council Area Scottish Borders und der traditionellen Grafschaft Berwickshire. Sie liegt rund sechs Kilometer westlich der Küstenstadt Eyemouth und 26 Kilometer südöstlich von Dunbar am rechten Ufer des Eye Water. Die englisch-schottische Grenze verläuft rund zehn Kilometer südöstlich.

## Geschichte
Zu Beginn des 17. Jahrhunderts bestand Reston aus zwei separierten Gehöften. Auf William Roys Landkarte aus den 1750er Jahren ist bereits eine zusammenhängende Siedlung verzeichnet. Begünstigt durch seine Lage an dem bedeutendsten Verkehrsweg zwischen England und Schottland, wuchs Reston im Laufe des 18. und 19. Jahrhunderts. Zunehmend lief die Ortschaft dem südwestlich gelegenen Duns den Rang als regionales Zentrum des Viehhandels ab. Der Viehmarkt wurde 2001 geschlossen.
1881 wurden 321 Einwohner in Reston gezählt. Um die Jahrhundertwende wurde die 500-Einwohnermarke durchbrochen. Im Rahmen der Zensuserhebungen 1961 und 1971 wurden 355 beziehungsweise 280 Einwohner gezählt.

## Verkehr
Die Ortschaft ist an der B6438 gelegen, die direkt nördlich der Ortschaft die links des Eye Water verlaufende A1 kreuzt. Die North British Railway eröffnete in der Mitte des 19. Jahrhunderts den Bahnhof Reston entlang ihrer Hauptstrecke. Zwischenzeitlich wurde diese in die East Coast Main Line integriert und der Bahnhof geschlossen. Als bedeutend für die Entwicklung Restons war die Eröffnung der Berwickshire Railway über Duns nach St Boswells, die eine Querverbindung zur Waverley Line herstellte.